# Gens Septímia
La gens Septímia (en llatí Septimia gens) va ser una gens romana d'origen plebeu.
Els Septimis no es mencionen fins al darrer segle de la República, al segle i aC. Cap membre d'aquesta gens arribà als màxims càrrecs de l'estat abans del període imperial, quan Septimi Sever va ser elevat a l'imperi.